# DIKW pyramida

DIKW pyramida

DIKW pyramida je známá také jako DIKW hierarchie, znalostní či informační hierarchie nebo datová pyramida. Jedná se o informační model, vysvětlující strukturní a funkční vztahy mezi daty, informací, znalostí a moudrostí. Hierarchie napovídá, že data jsou úplným základem, na kterém vyšší kategorie staví. Za pomocí dat můžeme zformovat informace, z informací pak znalosti a nejvyšší stupeň pak tvoří moudrost. Všechny stupně vždy obsahují i předešlé stupně.

## Historie
Přesná historie DIKW pyramidy není jasná, použití tohoto akronymu v informačních vědách je známo po mnoho let. V roce 1955, ekonom Kenneth Boulding prezentoval obdobnou hierarchii skládající se z "signálů, zpráv, informací a znalostí". Poprvé, kdy bylo rozlišováno mezi daty, informací a znalostí, bylo nejspíše v roce 1974 v novinovém článku od Nicholase L. Henryho.
V roce 1987 namapoval československý vědec Milan Zelený jednotlivé části modelu na fráze a rozšířil model o pátý element, uvědomění ("enlightenment").
| Data      | vědět - nic       |
| Informace | vědět - to        |
| Znalosti  | vědět - jak       |
| Moudrost  | vědět - proč      |
| Uvědomění | vědět - znát sebe |

Zelený tvrdí, že pro jakékoliv úspěšné rozhodování a konání je zapotřebí, aby všechny vrstvy byly přítomné a spolupracovaly. Pokud bychom je rozdělili či s nimi pracovali nezávisle, vedlo by to pouze k soutěžení mezi zdroji.
V roce 1988 je hierarchie zmiňovaná americkým teoretikem Russelem Ackoffem, který přidává vrstvu pochopení ("understanding"), kterou vkládá mezi znalosti a moudrost. I přesto, že Ackoff není původním autorem grafického znázornění, je mu přisuzována prezentace modelu ve formě pyramidy.
V roce 1994 byl DIKW model prezentován Nathanem Shedroffem v kontextu informačního designu a dostal také kapitolu knihy.

## Data
V kontextu DIKW, data jsou chápana jako symboly, reprezentující stimuly či signály, které nejsou prozatím k užitku.
Rowley charakterizuje data jako diskrétní, objektivní fakta nebo pozorování, které nemají hodnoty z důvodu jejich nedostatku kontextu a interpretace, neboť nejsou organizovány či nijak zpracovány. Jiná definice o nich mluví jako o ryzích faktech ("raw facts")..

## Informace
Informace se často vymezují od dat tím, že jsou užitečné, jsou odvozené od dat ale jsou obohacená o smysl a nějaký důvod.
Rowley je popisuje jako strukturovaná data, která byla zpracována tak, že informace byla vztažena ke specifickému smyslu a tím nabrala na významu a relevanci. Tato definice je v protikladu s tou od Ackoffa, neboť rozdíl je zde ve struktuře, nikoliv ve funkci.. Ackoff a jeho funkční rozlišení jsou postavené na prvku změny - informace jsou data, která nás nějak mění.

## Znalosti
Znalosti v rámci DIKW modelu jsou těžko definovatelné, často se vymezují vůči informacím tak, že se jedná o informace nějak upravené, organizované a používané.
Často jsou popisované jako:
- Syntéze vícero zdrojů informací za nějakou dobu
- Organizaci a zpracování za účelem porozumění a naučení se
- Mix kontextových informací, hodnot, zkušeností a pravidel[5]

Existují také pohledy na znalosti jako na zkušenosti, jako na informace zkombinované se schopností a porozuměním.
Podnikatelé James Chrisholm a Greg Warman charakterizují znalost pouze jako dělaní věcí správně.

## Moudrost
Ačkoliv je moudrost často uváděna, je o ní nejméně informací. Dokonce je často vynechávána. Rowley definuje moudrost takto:
Moudrost je schopnost zvyšovat efektivitu. Moudrost přidává hodnotu, která vyžaduje mentální schopnost posuzování. Etické a estetické hodnoty, které z toho vyplývají, jsou jedinečné a osobní. 
"Wisdom is the ability to increase effectiveness. Wisdom adds value, which requires the mental function that we call judgment. The ethical and aesthetic values that this implies are inherent to the actor and are unique and personal".